# Falkenbergs IP
Falkenbergs IP is een voetbalstadion in de Zweedse stad Falkenberg. In het stadion speelt Falkenbergs FF haar thuiswedstrijden. Het stadion biedt plaats aan 4.000 toeschouwers.